# ブラッド・ルイス

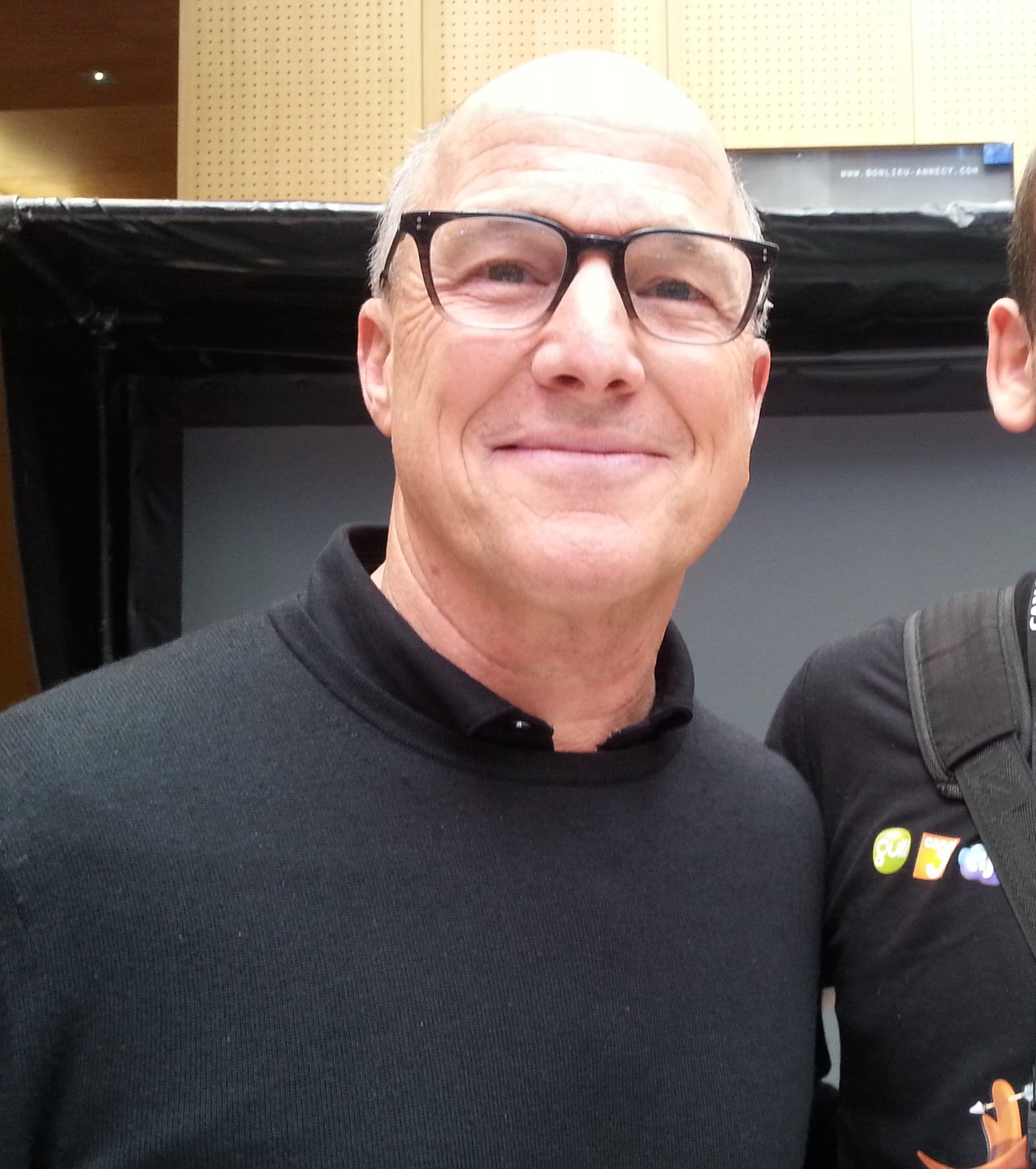
ブラッド・ルイス

ブラッドフォード・"ブラッド"・ルイス（Bradford "Brad" Lewis、1958年4月29日 - ）は、アメリカの映画プロデューサー・地方政治家。

## 人物
ドリームワークスの『アンツ』やピクサーの『レミーのおいしいレストラン』をプロデュースした。カリフォルニア州サンカルロス市の元市長である。

## フィルモグラフィ
- Bushwhacked (1995) - 製作総指揮
- ブロークン・アロー Broken Arrow (1996) - 製作総指揮
- ピースメーカー The Peacemaker (1997) - 製作総指揮
- A Simple Wish (1997) - 製作総指揮
- アンツ Antz (1998) - 製作総指揮
- Forces of Nature (1999) - 製作総指揮
- シュレック Shrek (2001) - スペシャルサンクス
- レミーのおいしいレストラン Ratatouille (2007) - 制作
- 崖の上のポニョ (2009) - 英語吹き替え版監督
- カーズ2 Cars 2 (2011) - 監督・声の出演
- コウノトリ大作戦! Storks (2016) - 製作